# Machado de Assis
Joaquim Maria Machado de Assis (tiếng Bồ Đào Nha: [ʒwɐˈkĩ mɐˈɾi.ɐ mɐˈʃadu dʒi ɐˈsis]), thường được biết bằng họ của ông là Machado de Assis, Machado, hay Bruxo do Cosme Velho (21 tháng 6 năm 1839 – 29 tháng 9 năm 1908), là một tiểu thuyết gia, nhà thơ, nhà biên kịch và viết truyện ngắn người Brazil. Mặc dù được xem như là nhà văn vĩ đại nhất của văn học Brazil, cùng với João Guimarães Rosa, ông không được biết đến nhiều ngoài Brazil trong cuộc đời của mình. Ông biết nhiều ngôn ngữ, tự học tiếng Pháp, Anh, Đức và Hi Lạp

### Các nghề nghiệp ban đầu và việc học

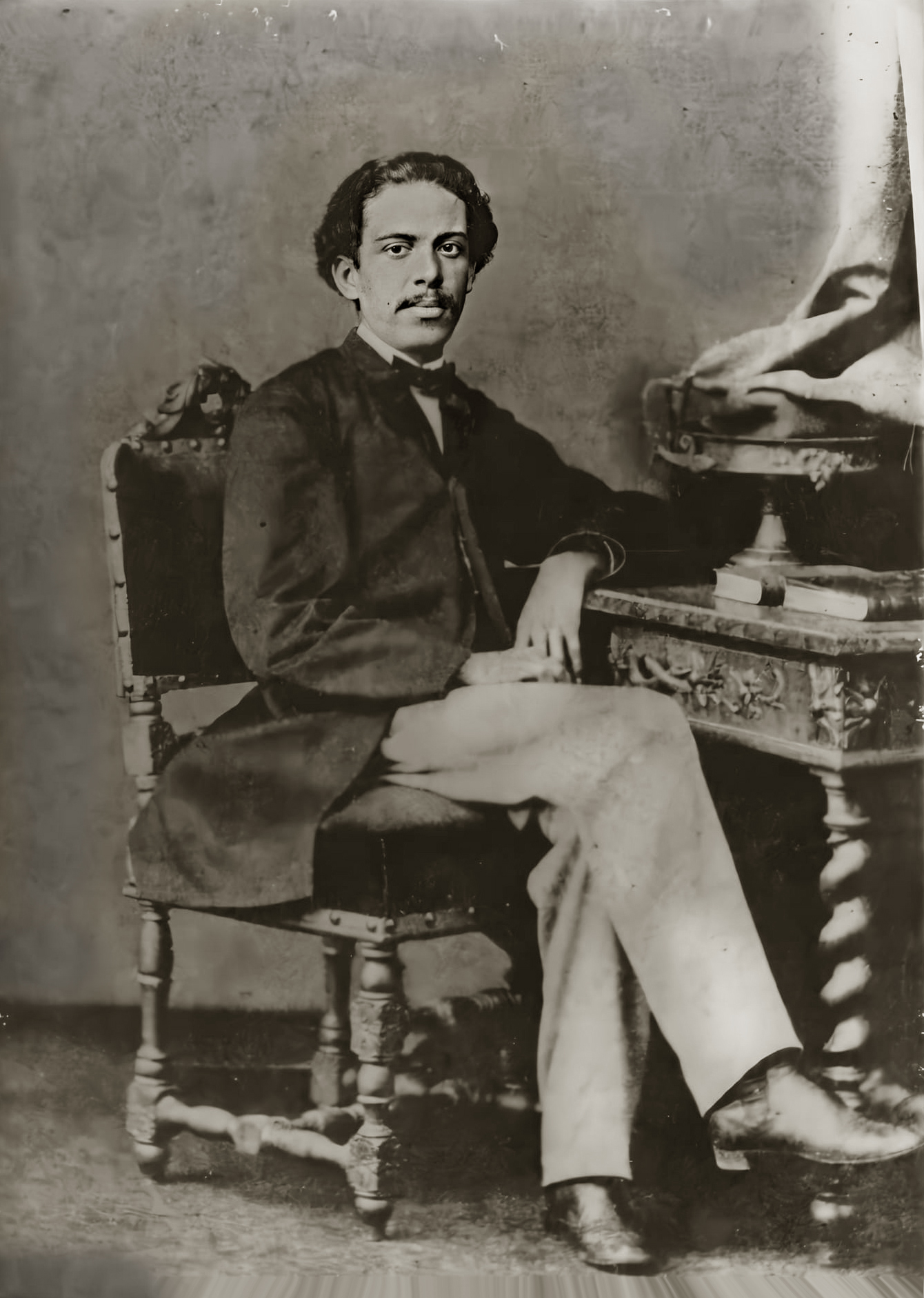
Machado de Assis lúc 25 tuổi 1864.

## Văn học

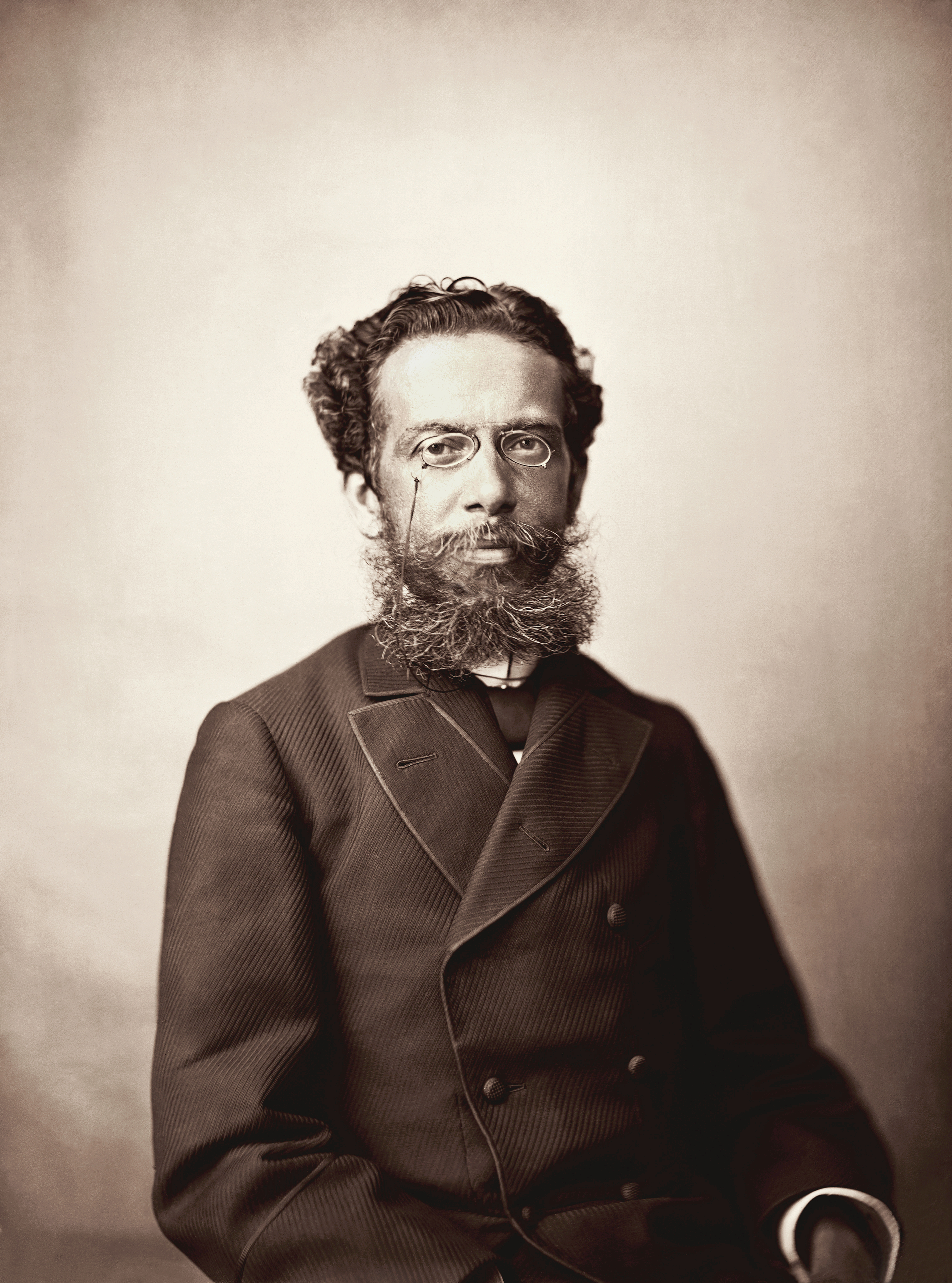
Machado de Assis khoảng độ 41 tuồi, bởi Marc Ferrez, c. 1880.

## Danh sách các tác phẩm
- 1861 – Desencantos: Fantasia Dramática (theater)
- 1862 – Hoje Avental, Amanhã Luva (theater)
- 1863 – Teatro (Theater: O Protocolo, or The Protocol; O Caminho da Porta, or The Way to the Door)
- 1864 – Quase Ministro (theater)
- 1864 – Crisálidas (Chrysalids; poetry)
- 1866 – Os Deuses de Casaca (theater)
- 1870 – Falenas (Phalaenae; poetry)
- 1870 – Contos Fluminenses (Tales from Rio; collection of short stories)
- 1872 – Ressurreição (Resurrection; novel)
- 1873 – Histórias da Meia Noite (Midnight Stories; collection of short stories)
- 1874 – A Mão e a Luva (The Hand and the Glove; novel)
- 1875 – Americanas (poetry)
- 1876 – Helena (Helen; novel)
- 1878 – Iaiá Garcia (Mistress Garcia; novel)
- 1881 – Tu, Só tu, Puro Amor (O Thou, Pure Love; theater)
- 1881 – Memórias Póstumas de Brás Cubas (The Posthumous Memoirs of Bras Cubas, also known in English as Epitaph of a Small Winner; novel)
- 1881 – O Alienista (trans. The Psychiatrist and The Alienist; novella serialized 1881–1882)
- 1882 – Papéis Avulsos (Loose Papers; collection of short stories, including "O Alienista")
- 1884 – Histórias sem Data (Undated Stories; collection of short stories)
- 1891 – Quincas Borba (also known in English as Philosopher or Dog?; novel)
- 1896 – Várias Histórias (Several Stories; collection of short stories)
- 1899 – Páginas Recolhidas (Collected Pages; collection of short stories including The Case of the Stick)
- 1899 – Dom Casmurro (Lord Taciturn; novel)
- 1901 – Poesias Completas (Complete poetry, including Ocidentais)
- 1904 – Esaú e Jacó (Esau and Jacob; novel)
- 1906 – Relíquias da Casa Velha (Relics of the Old House; collection of short stories)
- 1908 – Memorial de Aires (Counselor Aires's Memoirs; novel)

Sau khi mất
- 1910 – Teatro Coligido (Collected Plays, including Não Consultes Médico and Lição de Botânica)
- 1910 – Crítica (Critique; criticism)
- 1914–1937 – A Semana (The Week; collection of articles, 3 vols.)
- 1921 – Outras Relíquias (Another Relics; collection of short stories)
- 1921 – Páginas Escolhidas (Selected Pages; collection of short stories)
- 1932 – Novas Relíquias (New Relics; collection of short stories)
- 1937 – Crônicas (Articles)
- 1937 – Contos Fluminenses (Tales from Rio; second series)
- 1937 – Crítica Literária (Literary Criticism)
- 1937 – Crítica Teatral (Theater Criticism)
- 1937 – Histórias Românticas (Romantic Stories)
- 1939 – Páginas Esquecidas (Forgotten Pages)
- 1944 – Casa Velha (Old House)
- 1956 – Diálogos e Reflexões de um Relojoeiro (Dialogues and Reflections of a Watchmaker)
- 1958 – Crônicas de Lélio (Chronicles of Lelio; collection of articles)

Dịch thuật
- 1861 – Queda que as Mulheres tem para os Tolos, from the original l'Amour des Femmes pour les Sots, by Victor Hénaux.
- 1865 – Suplício de uma Mulher, from the original Le Supplice d'une Femme, by Émile de Girardin và Alexandre Dumas, fils.
- 1866 – Os Trabalhadores do Mar, from the original Les Travailleurs de la Mer, by Victor Hugo.
- 1870 – Oliver Twist, from the original Oliver Twist, or the The Parish Boy's Progress, by Charles Dickens.[5]

Collected works
There are several published "Complete Works" of Machado de Assis:
- 1920 – Obras Completas. Rio de Janeiro: Livraria Garnier (20 vols.)
- 1962 – Obras Completas. Rio de Janeiro: W.M. Jackson (31 vols.)
- 1997 – Obras Completas. Rio de Janeiro: Editora Globo (31 vols.)
- 2006 – Obras Completas. Rio de Janeiro: Nova Aguilar (3 vols.)

Các tác phẩm dịch tiếng Anh
- 1921 – Brazilian Tales. Boston: The Four Seas Company (London: Dodo Press, 2007).
- 1952 – Epitaph of a Small Winner. New York: Noonday Press (London: Hogarth Press, 1985; rep. as The Posthumous Memoirs of Brás Cubas: A Novel. New York: Oxford University Press, 1997; Epitaph of a Small Winner. New York: Farrar, Straus & Giroux, 2008; UK: Bloomsbury Publishing, 2008).
- 1953 – Dom Casmurro: A Novel. New York: Noonday Press (Berkeley: University of California Press, 1966; rep. as Dom Casmurro. Lord Taciturn. London: Peter Owen, 1992; Dom Casmurro: A Novel. New York: Oxford University Press, 1997).
- 1954 – Philosopher or Dog? New York: Avon Books (rep. as The Heritage of Quincas Borba. New York: W.H. Allen, 1957; New York: Farrar, Straus and Giroux, 1992; rep. as Quincas Borba: A Novel. New York: Oxford University Press, 1998).
- 1963 – The Psychiatrist, and Other Stories. Berkeley: University of California Press.
- 1965 – Esau and Jacob. Berkeley: University of California Press.
- 1970 – The Hand & the Glove. Lexington: University Press of Kentucky.
- 1972 – Counselor Ayres' Memorial. Berkeley: University of California Press (rep. as The Wager: Aires' Journal. London: Peter Owen, 1990; rep. as The Wager, 2005).
- 1976 – Yayá Garcia: A Novel. London: Peter Owen (rep. as Iaiá Garcia. Lexington: University Press of Kentucky, 1977).
- 1977 – The Devil's Church and Other Stories. Austin: University of Texas Press (New York: HarperCollins Publishers Ltd, 1987).
- 1984 – Helena: A Novel. Berkeley: University of California Press.
- 2008 – A Chapter of Hats and Other Stories. London: Bloomsbury Publishing.
- 2012 – The Alienist. New York: Melville House Publishing.
- 2013 – Resurrection. Pennsylvania: Latin American Literary Review Press.
- 2013 – The Alienist and Other Stories of Nineteenth-century Brazil. Indianapolis: Hackett Publishing.
- 2014 – Ex Cathedra: Stories by Machado de Assis. Hanover, Conn.: New London Librarium.

## Danh hiệu

### Danh hiệu
- Member of the Brazilian Academy of Letters (1896–1908).
- President of the Brazilian Academy of Letters (1897–1908).

### Vinh danh
- Knight of the Order of the Rose (1867).
- Officer of the Order of the Rose (1888).